# Centre hospitalier universitaire Sourou Sanou
 (mars 2024).
Le Centre Hospitalier Universitaire Sourou SANOU de Bobo-Dioulasso - CHUSS - est situé à Bobo-Dioulasso, capitale de la région des Hauts-Bassins, de la province du Houet et la préfecture du département du même nom, au Burkina Faso.
le CHUSS est un établissement public et est la plus grande de la ville.Il opère sous une triple tutelle : une tutelle scientifique assurée par le Ministère de l'Enseignement Secondaire Supérieur et de la Recherche Scientifique ; ensuite, une tutelle financière exercée par le Ministère de l'Economie et des Finances; et enfin, une tutelle technique supervisée par le Ministère de la Santé.

## Localisation
Le Centre Hospitalier Universitaire Sourou Sanou est répartie sur 3 endroits différents : le service de psychiatrie localisé au secteur no 2 au nord de la Direction Régionale de la Santé des Hauts Bassins, l'hôpital du jour situé au secteur no 1, rue no 118 et le site principal situé au secteur no 8 du quartier Sikasso-Cira.

## Historique
Le Centre Hospitalier Universitaire Sourô Sanou (CHUSS) a une histoire riche et variée qui remonte à sa création en 1920 en tant que centre de santé militaire. Au fil des années, il a évolué pour devenir un hôpital civil en 1955, servant la population locale avec des soins médicaux essentiels. En 1984, en hommage à un célèbre tradipraticien, il a été renommé Centre Hospitalier National Sourô Sanou, reflétant ainsi l'importance de la médecine traditionnelle dans la région.
Le 26 mars 2003 marque un tournant majeur dans l'histoire de l'établissement, alors qu'il obtient le statut de Centre Hospitalier Universitaire Sourô Sanou. Cette évolution témoigne de son engagement envers l'éducation médicale et la recherche, ainsi que de sa mission élargie de fournir des soins de qualité tout en formant les futures générations de professionnels de la santé,.

## Organisation et composition
Le CHUSS a une capacité d’accueil de 593 lits et 1115 agents.

### Les départements
Le CHUSS est composé de 6 départements à savoir :
- Chirurgie
- Gynécologie, Obstétrique et Médecine de la Reproduction
- Médecine
- Pédiatrie
- Pharmacie
- Laboratoire

### Autres services
Les 6 départements de la CHUSS sont réparties dans plus de 36 services cliniques et médico-techniques, notamment :
- Services des urgences médicales
- Services des urgences chirurgicales
- Services de la consultation externe
- Services de la pédiatrie
- Services de la néonatologie
- Services de la maternité
- service d’orthopédie traumatologie[7]
- Services du dépôt MEG
- Centre de traitement des malades de COVID-19
- Centre de néphrologie et d’hémodialyse
- Laboratoire préfabriqué
- Cuisine[8]
- Le site de Pala, site devant abrité le nouvel hôpital de la région
- Service d’imagerie par résonance magnétique (IRM)[6]

### Répartition de la population couverte par le CHUSS43
| Nom de la région  | Population | Proportion (%) |
| Haut-Bassins      | 1.776.803  | 36,67          |
| Cascades          | 661.936    | 13,66          |
| Boucle du Mouhoun | 1.677.018  | 34,61          |
| Sud-ouest         | 729.362    | 15,05          |
| Total             | 4.845.119  | 100            |